# Tauernkogel (Venedigergruppe)
Tauernkogel är en bergstopp i Österrike. Den ligger på gränsen mellan förbundslanden Salzburg och Tirolen, i den centrala delen av landet, 300 km väster om huvudstaden Wien. Toppen på Tauernkogel är 2 988 meter över havet.
Runt Tauernkogel är det ganska glesbefolkat, med 32 invånare per kvadratkilometer. Närmaste större samhälle är Mittersill, 12,9 km norr om Tauernkogel.